# Laurence D. Fink
Laurence Douglas Fink dit Larry Fink, né le 2 novembre 1952, est un homme d'affaires américain qui est le président-directeur général de l'entreprise BlackRock, la plus grosse société de gestion d'actifs et d'investissements au monde depuis 2021.

## Biographie

### Formation et début de carrière
Larry Fink se présente comme fils d'un vendeur de chaussures ayant grandi dans une famille juive dans les banlieues modestes de Los Angeles. Il est diplômé d'une licence en science politique (1974) et d'une maîtrise en administration des affaires (1976) de l'université de Californie à Los Angeles.
Après ses études, Larry Fink rejoint New York et travaille pour la banque First Boston, où il participe à la mise en place du marché de la titrisation. Il y devient, à 29 ans, le plus jeune directeur de l'histoire de la banque. En 1986, alors qu'il a déjà réalisé plusieurs gros coups boursiers, Larry Fink mise sur une augmentation des taux d'intérêt et une réduction des pré-paiements par les contracteurs de prêts immobiliers, ce qui provoque sa première perte majeure, atteignant les 100 millions de dollars. En 1987, il reconnaît dans une interview avec le New York Times que « parfois nos technologies, en créant de la valeur mobilière, dépassent notre capacité à la maîtriser ». Son ascension dans le monde de Wall Street et sa chute soudaine sont reprises dans le livre Le Cygne noir. Il quitte First Boston en 1988 pour fonder avec Robert S. Kapito un gestionnaire d’actifs spécialisé en matière de risques au sein de la banque BlackStone. En 1995, Fink crée la filiale BlackRock spécialisée dans les activités de gestion financière,.

### Politique
Larry Fink finance Barack Obama dans sa campagne présidentielle de 2008.
Fink soutient aussi la New York City Police Foundation, un groupe qui fournit un soutien financier au service de police de la ville de New York. À la suite du meurtre de George Floyd et des manifestations qui ont suivi à l'échelle nationale, l'organisation à but non lucratif Color of Change a appelé Fink à se désengager de la NYC Police Foundation.

### Responsabilités
Fink est membre du conseil d'administration de l'Université de New York, où il occupe diverses présidences, notamment celle de la Commission des affaires financières. Il copréside le conseil d'administration du NYU Langone Medical Center et est administrateur du Boys and Girls Club de New York. Fink est membre du conseil d'administration de la Fondation Robin Hood. Fink a fondé le Lori and Laurence Fink Center for Finance & Investments à l'Anderson School Management de l'UCLA en 2009 (et en est le président).

### Implication dans le monde économique et de la finance
Après l'élection présidentielle américaine de 2016, en décembre 2016, il rejoint un forum d'affaires organisé par le président élu de l'époque, Donald Trump, pour fournir des conseils stratégiques et politiques sur les questions économiques .
Il est membre du conseil d'administration du Forum économique mondial.
En 2018, dans sa lettre ouverte annuelle aux PDG, il appelle les entreprises à jouer un rôle actif dans l'amélioration de l'environnement, en travaillant à améliorer leurs communautés et en augmentant la diversité de leur main-d'œuvre.  
En 2019, dans sa lettre ouverte il appelle les entreprises et leurs PDG à combler un vide de leadership pour s'attaquer aux problèmes sociaux et politiques quand les gouvernements ne parviennent pas à les résoudre.
Après le meurtre de Jamal Khashoggi en octobre 2018, Fink a annulé son projet de participer à une conférence sur l'investissement en Arabie saoudite.
Dans sa lettre ouverte annuelle de 2020, Fink a annoncé la soutenabilité environnementale comme objectif principal des futures décisions d'investissement de BlackRock. D Fink explique comment le climat deviendra un moteur économique, affectant tous les aspects de l’économie. Dans une lettre distincte (aux investisseurs), Fink précise que BlackRock romprait les liens avec des investissements antérieurs impliquant du charbon thermique et d'autres investissements à haut risque pour l'environnement.

## Vie privée
Fink est marié à sa femme Lori Weider, qu'il a connu au lycée en 1974,. Le couple a trois enfants. Joshua, leur fils aîné, était PDG d'Enso Capital, un fonds spéculatif aujourd'hui disparu dans lequel Fink détenait une participation.
En 2004, ils ont acheté Finch Farm à North Salem, New York à l'acteur Stanley Tucci pour 3,7 millions de dollars et y ont depuis acheté sept autres parcelles de terrain, dont une à Maurice Sendak et 27 acres au superviseur adjoint de la ville Peter Kamenstein en 2019 pour 5,4 millions de dollars.[44] Ils ont également un appartement dans l'Upper East Side de Manhattan et une maison à Aspen, au Colorado.[3]
Fink est un partisan de longue date du Parti démocrate.

## Perception publique
Dans sa lettre annuelle de 2018 aux actionnaires, Fink a déclaré que les autres entreprises devraient être conscientes de leur impact sur la société. En septembre 2018, un activiste de l’organisation américaine à but non lucratif Code Pink a affronté Fink sur scène lors du Yahoo Finance All Markets Summit.

## Larry Fink, l'environnement et le dérèglement climatique
Depuis la fin des années 2010, Larry Fink s'est largement fait entendre, à titre personnel et en tant que PDG de Blackrock pour que les entreprises œuvrent à une économie plus verte en prenant des mesures de lutte contre le réchauffement climatique (dont en investissant massivement dans la décarbonation) 
En 2022, il a écrit dans sa lettre ouverte annuelle aux patrons : « Chaque entreprise et chaque industrie sera transformée par la transition vers un monde zéro émission nette. La question est : allez-vous diriger ? ou serez vous dirigé ? (...) Comment vous préparez-vous et participez-vous à la transition vers le zéro émission nette ? Alors que votre industrie se transforme par la transition énergétique, suivrez-vous la voie du dodo ou serez-vous un phénix ? ».
« Nous nous concentrons sur la soutenabilité non parce que nous sommes des écologistes, mais parce que nous sommes des capitalistes et des fiduciaires envers nos clients. (...). Dans ce cadre, nous demandons aux entreprises de fixer des objectifs à court, moyen et long terme en matière de réduction des gaz à effet de serre. Ces objectifs, ainsi que la qualité des plans pour les atteindre, sont essentiels aux intérêts économiques à long terme de vos actionnaires. C’est aussi pourquoi nous vous demandons de publier des rapports cohérents avec ceux de la Task Force on Climate Related Financial Disclosures (TCFD, crée par le Conseil de stabilité financière du G20) (...). tous les marchés nécessiteront des investissements sans précédent dans les technologies de décarbonation. Nous avons besoin de découvertes transformatrices au niveau de l’ampoule électrique, et nous devons encourager les investissements dans ces découvertes afin qu’elles soient évolutives et abordables. 
Alors que nous poursuivons ces objectifs ambitieux – ce qui prendra du temps – les gouvernements et les entreprises doivent veiller à ce que les populations continuent d’avoir accès à des sources d’énergie fiables et abordables. C’est la seule façon de créer une économie verte juste et équitable et d’éviter les discordes sociétales. Et tout plan qui se concentre uniquement sur la limitation de l’offre et ne parvient pas à répondre à la demande d’hydrocarbures fera monter les prix de l’énergie pour ceux qui en ont le moins les moyens, ce qui entraînera une plus grande polarisation autour du changement climatique et une érosion des progrès,. »
Ce sont les recommandations qu'il adresse à tous les patrons, mais en précisant « BlackRock n’a pas pour politique de se désinvestir des sociétés pétrolières et gazières. Certains clients choisissent de se départir de leurs actifs, tandis que d’autres rejettent cette approche » ; tout en prodiguant des conseils clairs, il compte sur le changement de comportement des entreprises et de leurs actionnaires pour changer. Ainsi, en décembre 2021, BlackRock s'est encore associé à un gestionnaire d'actifs saoudien pour payer 15,5 milliards de dollars afin d'acheter puis de relouer des gazoducs à Saudi Aramco,.

### Position changeante sur les cryptomonnaies
Après avoir longtemps été, comme Warren Buffet et d'autres grands investisseurs, très critique vis à vis des cryptomonnaies qu'il associe au blanchiment d’argent, et en dépit de leur très mauvais bilan carbone, il a brusquement changé d'avis à leur égard. Citant l’intérêt croissant des clients pour cette classe d’actifs ; il a engagé BlackRock à s’impliquer davantage dans la cryptofinance dont en déposant une demande pour créer un ETF Bitcoin, tout en disant vouloir travailler avec les régulateurs pour garantir la sécurité et la fiabilité des crypto-investissements.
En 2022, Fink a été classé parmi la douzaine des principaux « méchants du climat » aux États-Unis par The Guardian en raison du fait que BlackRock profite de la déforestation.

### Salaire
Fink reçoit un salaire de 22,7 millions de dollars en 2010, puis de 25 millions en 2019.

### Vie privée
Larry Fink rencontre sa femme Lori, une photographe professionnelle, à 17 ans. Ils ont trois enfants. 
L'aîné de ses enfants, Joshua Fink, est PDG du fonds de pension Enso Capital.

### Autres activités
Il est, notamment, copropriétaire de Octone Records (en).